# Bar mitswa

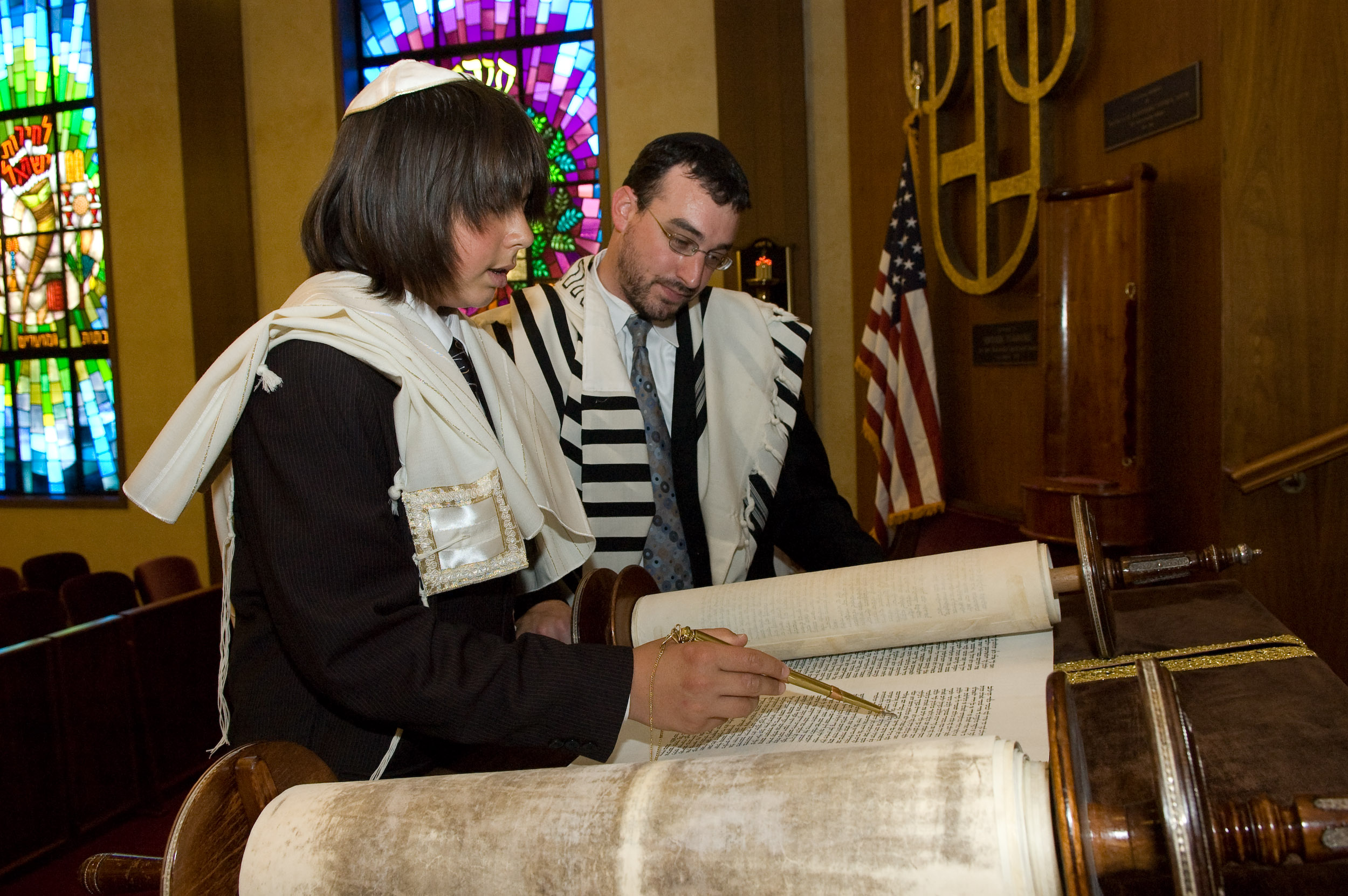
Jongen leest uit de Thora tijdens zijn Bar mitswa

Een Bar mitswa is een ritueel binnen het Joodse geloof. Wanneer een Joodse jongen de leeftijd van dertien jaar bereikt, wordt hij bar mitswa ("zoon van het gebod").
Vanaf dat moment wordt hij verantwoordelijk tegenover God om zich aan alle geboden en verboden te houden die onder de joodse wet vallen; de goddelijke voorschriften die ontleend zijn aan de Thora, de Misjna en latere commentaren daarop.

## Gebruiken
De leeftijd van 13 jaar en één dag wordt bepaald op grond van de geboortedag volgens de joodse kalender.
De huidige praktijk is meestal dat op de sjabbat na zijn dertiende verjaardag, de jongen tijdens de dienst uit de Thora voorleest. Bij de sefardische joden is het de gewoonte dat de jongen ook leest uit de Haftara. De moeder of oma van de jongen borduurt speciaal voor de gelegenheid volgens een oude traditie de hoeken van de talliet die de jongen tijdens de dienst zal dragen.
Ruim voor zijn 13e verjaardag leert de jongen het stuk uit de Thora dat hij zal voorlezen al uit het hoofd. Daartoe moet hij de klinkers kennen, die niet in de geschreven tekst van de thorarol zijn opgenomen, alsmede de melodie waarop de tekst gezongen moet worden. Door de jongen voor de Thora op te roepen, wijst de gemeenschap erop dat hij volwassen is.

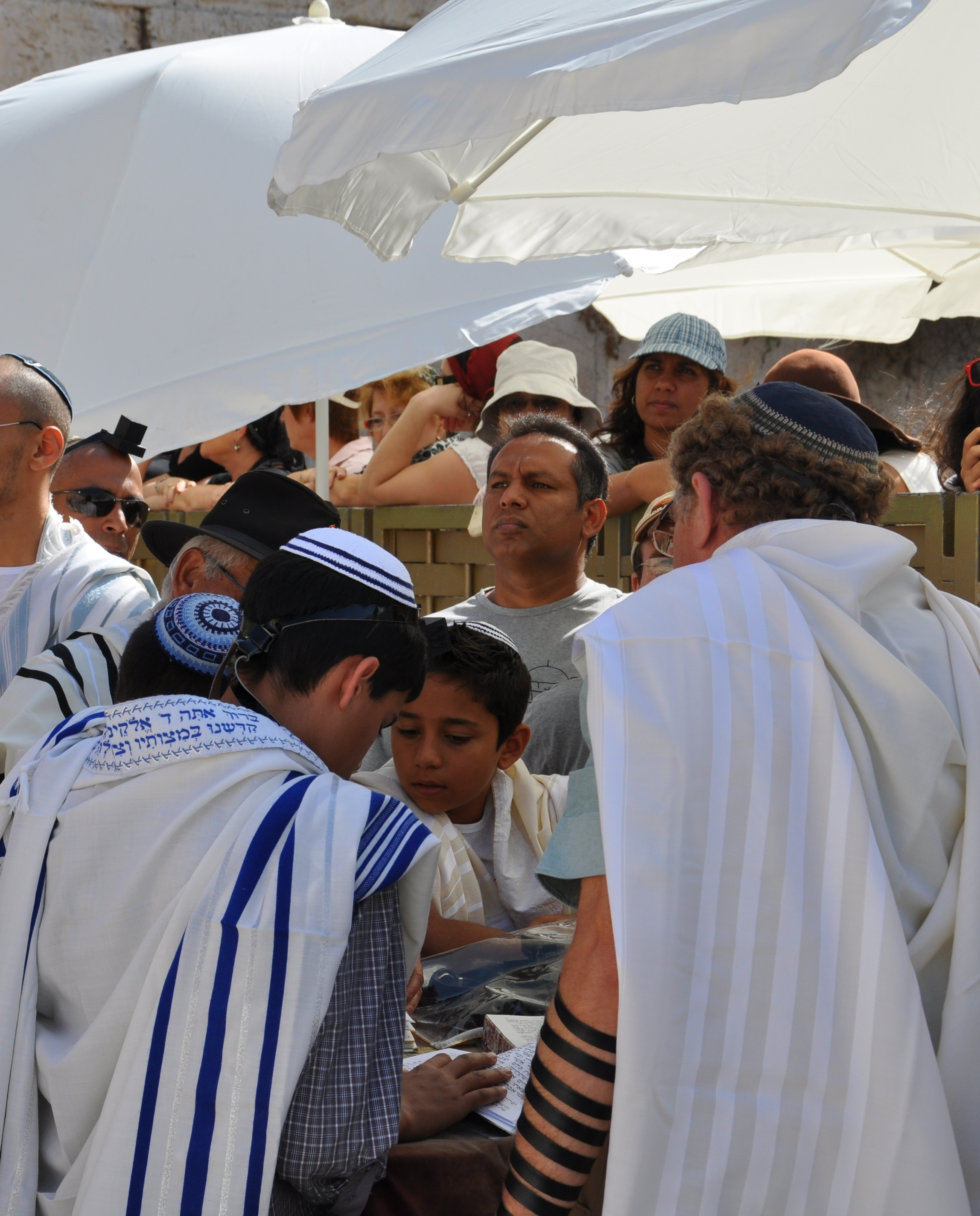
Bar Mitswa bij de Klaagmuur

Na zijn taak bij het voorlezen van de Thora wordt hij door de rabbijn, chazan of een ander lid van de gemeenschap toegesproken en geprezen om zijn voorleeswerk. Als afsluiting krijgt de jongen de priesterzegen.
Na de dienst volgt een feestmaaltijd met familie, vrienden en andere leden van de gemeenschap en krijgt de jongen cadeautjes. Hij houdt soms ook nog een Thorapraatje, de drasja, tijdens het feest.
Vanaf het moment dat een jongen bar mitswa is geworden, krijgt hij allerlei verplichtingen en is hij verantwoordelijk voor het volgen van de mitswot (geboden en verboden), de tradities en ethiek. Bovendien heeft hij vanaf dan het recht om aan alle aspecten van het joodse gemeenschapsleven deel te nemen.
Vóór de tijd dat de jongen bar mitswa wordt ligt alle verantwoordelijkheid voor hem nog bij zijn ouders. Maar ook als een joodse jongen inmiddels bar mitswa is, zijn de ouders nog verantwoordelijk voor de verdere opvoeding en opleiding.

## Geschiedenis
Sinds de middeleeuwen is het traditie het bar mitswa-worden te vieren.